# جيف هال (لاعب كرة قدم أمريكية)
جيف هال (بالإنجليزية: Jeff Hall)‏ هو لاعب كرة قدم أمريكية أمريكي، ولد في 30 يوليو 1976 في تولاهوما في الولايات المتحدة.

## وصلات خارجية
- جيف هال على موقع مرجع كرة القدم المحترفة.كوم (الإنجليزية)